# 호세 곤살보
호세 곤살보 팔콘(스페인어: José Gonzalvo Falcón; 1920년 1월 16일~1978년 5월 31일)은 곤살보 2호(스페인어: Gonzalvo II)나 근래에 카탈루냐어로 붙은 호칭인 주제프 곤살보(카탈루냐어: Josep Gonzalvo)로도 알려진 스페인 카탈루냐의 전 축구 선수이자 감독이다. 곤살보는 바르셀로나, 스페인 국가대표팀, 그리고 카탈루냐 대표팀 일원으로 활약한 선수들 중 한 명이다.
현역 은퇴 후, 그는 감독일을 맡아 바르셀로나 감독직을 잠깐 역임하기도 했다. 1978년, 그는 수술 실패 후 영면에 들었다. 곤살보 3형제 중에서 유일하게 천수를 누리지 못했다.
곤살보 형제는 다음과 같다.
- 곤살보 1호(Gonzalvo I): 훌리 곤살보(1917년 ~ 2003년)
- 곤살보 2호(Gonzalvo II): 호세 곤살보(1920년 ~ 1978년)
- 곤살보 3호(Gonzalvo III): 마리아노 곤살보(1922년 ~ 2007년)

## 클럽 경력
카탈루냐 주 바르셀로나 도 몰례트 델 발례스 출신인 곤살보는 군복무기에 세군다 디비시온의 아틀레티코 세우타에서 활동했다. 이후, 그는 사바델로 이적하여 형 훌리와 한배를 탔다. 1943년 9월 26일, 그는 사바델 소속으로 2-5로 패한 세비야와의 경기에서 라 리가 신고식을 치렀다. 단 한 시즌 만에, 그는 바르셀로나로 이적했다. 바르사 소속으로 6년을 보내면서, 그는 모든 대회를 통틀어 198번의 공식 경기에 출전해 5골을 기록했다. 그와 함께 한 당대 선수로는 안토니 라마예츠, 벨라스코, 주제프 에스콜라, 주안 세가라, 에스타니슬라오 바소라, 세사르, 쿠벌러 라슬로, 그리고 그의 동생 마리아가 있었고, 바르셀로나는 이 시기에 3차례 라 리가 정상에 올랐다. 그는 사라고사에서 말년을 보내다가 현역에서 은퇴했다.

## 국가대표팀 경력
1948년과 1950년 사이, 곤살보는 스페인 국가대표팀 경기에 8번 출전했다. 그의 첫 국가대표팀 경기는 2-1로 이긴 아일랜드와의 1948년 5월 5일 경기로, 그는 마리아와 함께 자국을 대표로 1950년 FIFA 월드컵에 참가했다. 1942년과 1950년 사이, 그는 카탈루냐 대표팀 경기에 5번 출전했다. 그가 출전한 첫 경기는 바르셀로나와의 경기로, 레스 코르츠에서 열린 이 경기는 2-6 패배로 끝났다.

## 감독 경력
1963년 1월, 곤살보는 쿠벌러 라슬로의 바통을 이어받아 바르셀로나의 감독이 되었는데, 그는 15번의 라 리가 경기 기간 동안 선수단을 지휘하는 데에 그쳤다. 그 짧은 임기 동안, 그는 주안 세가라, 헤수스 가라이, 헤수스 마리아 페레다, 코치시 샨도르, 그리고 페란 올리베야가 포진한 선수단을 이끌고 코파 델 헤네랄리시모 우승을 이끌었다. 바르셀로나는 결승전에서 사라고사를 3-1로 이겼다.

## 사생활
곤살보의 형과 동생 모두 당대 거물 축구 선수들이었다. 곤살보 1호로 알려진 훌리 곤살보는 에스파뇰 선수였고, 곤살보 3호로 알려진 마리아노 곤살보는 그와 마찬가지로 바르셀로나와 스페인 국가대표팀에서 활약했다.
그의 두 아들들 주제프 마리아 곤살보와 조르디 곤살보 또한 축구 감독을 맡은 적이 있다.

## 수상

### 선수
바르셀로나
- 라 리가: 1944-45, 1947-48, 1948-49
- 코파 라티나: 1949
- 코파 에바 두아르테: 1945, 1949

### 감독
바르셀로나
- 코파 델 헤네랄리시모: 1962-63